# Sybra cylindracea
Sybra cylindracea es una especie de escarabajo del género Sybra, familia Cerambycidae. Fue descrita científicamente por Pascoe en 1865.
Habita en Papúa Nueva Guinea. Mide 9,5-11,25 mm. El período de vuelo de esta especie ocurre en enero, febrero, marzo y diciembre.